# USS Hancock (CV-19)
USS Hancock (CV/CVA-19) là một trong số 24 chiếc tàu sân bay thuộc lớp Essex được chế tạo cho Hải quân Hoa Kỳ trong Thế Chiến II. Nó là chiếc tàu chiến thứ tư của Hải quân Mỹ được đặt cái tên này nằm tôn vinh John Hancock (1737-1793), Chủ tịch của Quốc hội Đại lục thứ hai và là Thống đốc đầu tiên của tiểu bang Massachusetts. Hancock được đưa vào hoạt động từ tháng 4 năm 1944 và đã phục vụ trong nhiều chiến dịch tại Mặt trận Thái Bình Dương, được tặng thưởng danh hiệu Đơn vị Tuyên dương Hải quân cùng bốn Ngôi sao Chiến trận. Được cho ngừng hoạt động không lâu sau khi chiến tranh kết thúc, nó được cho hiện đại hóa và tái hoạt động vào đầu những năm 1950 như một tàu sân bay tấn công CVA. Trong lượt hoạt động thứ hai này, nó phục vụ thuần túy tại Thái Bình Dương, đóng một vai trò nổi bật trong Chiến tranh Việt Nam trong đó nó được tặng thưởng thêm ba danh hiệu Đơn vị Tuyên dương Hải quân cùng chín Ngôi sao Chiến trận khác. Hancock là tàu sân bay Mỹ đầu tiên được trang bị máy phóng hơi nước.
Nó được cho ngừng hoạt động vào đầu năm 1976, và được bán để tháo dỡ vào cuối năm đó.

## Thiết kế và chế tạo
Hancock là một tàu sân bay dạng thân dài thuộc phân lớp Ticonderoga trong lớp Essex. Con tàu được đặt lườn dưới tên gọi Ticonderoga vào ngày 26 tháng 1 năm 1943 bởi hãng Bethlehem Steel Co tại Quincy, Massachusetts. Nó được đặt tên lại là Hancock vào ngày 1 tháng 5 năm 1943 để cảm ơn sự hỗ trợ của Công ty bảo hiểm nhân thọ John Hancock đã phát hành một đợt trái phiếu đặc biệt huy động vốn cho con tàu mang tên nó (xưởng tàu được đặt tại tiểu bang nhà của công ty). Trái phiếu do công ty phát hành huy động được đủ tiền không những cho việc chế tạo con tàu mà còn trang trải chi phí hoạt động của nó trong năm đầu tiên. Hancock được hạ thủy vào ngày 24 tháng 1 năm 1944, được đỡ đầu bởi Bà Theodore Douglas Robinson, và được đưa vào hoạt động ngày 15 tháng 4 năm 1944 dưới quyền chỉ huy của hạm trưởng, Đại tá Hải quân Fred C. Dickey.

## Lịch sử hoạt động

### Thế Chiến II

#### 1944
Sau khi được trang bị tại Xưởng hải quân Boston và chạy thử máy tại vùng biển ngoài khơi Trinidad và Venezuela, Hancock quay về Boston ngày 9 tháng 7 năm 1944 để thực hiện các sửa đổi. Nó rời Boston ngày 31 tháng 7 lên đường đi Trân Châu Cảng ngang qua kênh đào Panama và San Diego, và từ đây khởi hành ngày 24 tháng 9 gia nhập lực lượng Đệ Tam Hạm đội dưới quyền Đô đốc William Halsey tại Ulithi vào ngày 5 tháng 10. Nó được bố trí vào Đội đặc nhiệm tàu sân bay 38.2 của Chuẩn đô đốc Gerald Bogan.
Hancock lên đường chiều hôm sau đi đến một điểm hẹn cách 600 km (370 mi) về phía Tây quần đảo Mariana, nơi các đơn vị thuộc Lực lượng Đặc nhiệm 38 của Phó Đô đốc Marc Mitscher được tập trung nhằm chuẩn bị cho đợt không kích các căn cứ không quân và hải quân Nhật trên quần đảo Ryūkyū, Đài Loan và Philippines. Nhờ vậy, sức mạnh không lực đối phương đã bị tê liệt trong cuộc tấn công của Tướng MacArthur lên đảo Leyte. Tại quần đảo Ryukyu vào ngày 10 tháng 10 năm 1944, các phi công của Hancock đã cất cánh để tiêu diệt các sân bay và tàu bè tại Okinawa. Họ đã tiêu diệt bảy máy bay đối phương trên mặt đất và giúp đỡ vào việc đánh chìm một tàu tiếp liệu tàu ngầm, 12 tàu phóng ngư lôi, 2 tàu ngầm bỏ túi, 4 tàu chở hàng và một số xuồng nhỏ. Mục tiêu tiếp theo là các sân bay tại Đài Loan, nơi mà vào ngày 12 tháng 10, các phi công của Hancock đã bắn rơi sáu máy bay đối phương và tiêu diệt thêm chín chiếc khác trên mặt đất. Họ còn khẳng định đã chắc chắn đánh chìm một tàu hàng, có thể đã đánh chìm ba chiếc cùng gây hư hại cho nhiều chiếc khác.
Trong khi chống cự lại các cuộc không kích của đối phương vào buổi chiều tối hôm đó, xạ thủ trên chiếc Hancock được ghi nhận đã bắn rơi một máy bay Nhật và đánh đuổi vô số máy bay khác trong suốt bảy giờ trực chiến không ngừng nghĩ. Sáng hôm sau, máy bay của nó tiếp tục các cuộc tấn công, phá hủy các kho đạn, nhà chứa máy bay, trại lính và các nhà máy công nghiệp trên bờ cũng như làm hư hại một tàu vận tải đối phương. Khi máy bay Nhật một lần nữa tấn công lực lượng Mỹ trong đêm thứ hai ngoài khơi Đài Loan, hỏa lực phòng không của Hancock đã bắn rơi được thêm một máy bay đối phương cách con tàu khoảng 450 m (500 yard). Sang ngày thứ ba, máy bay của nó tiếp tục đánh phá các sân bay và tàu bè đối phương trước khi rút lui về phía Đông Nam cùng với lực lượng đặc nhiệm. Khi các tàu chiến Mỹ rút lui, một lực lượng lớn máy bay Nhật đã tung ra đợt tấn công cuối cùng. Một quả bom được ném xuống chếch phía mũi chiếc Hancock bên mạn trái vài giây trước khi chiếc máy bay bị hỏa lực phòng không của tàu sân bay bắn trúng và rơi xuống biển. Một quả bom khác đã xuyên qua bệ một khẩu đội pháo nhưng phát nổ vô hại trên mặt nước. Những kẻ tấn công còn sống sót quay đầu bỏ chạy, và lực lượng đặc nhiệm sau đó không còn bị cản trở trên đường hướng về Philippines hỗ trợ cho cuộc đổ bộ lên Leyte.
Ngày 18 tháng 10, Hancock tung máy bay của nó ra chống lại các sân bay và tàu bè tại Laoag, Aparri và đảo Camiguin ở phía Bắc Luzon. Máy bay của nó còn tấn công các đảo Cebu, Panay, Negros và Masbate, tấn công sân bay và tàu bè đối phương. Ngày hôm sau, chiếc tàu sân bay rút lui về phía Ulithi cùng với Đội Đặc nhiệm 38.1 của Phó Đô đốc John S. McCain.
Nó nhận được lệnh vào ngày 23 tháng 10 phải khẩn cấp quay trở lại khu vực ngoài khơi Samar hỗ trợ cho việc tìm tiếm và tiêu diệt hạm đội Nhật Bản đã tiến đến gần đảo Leyte thách thức hạ đội Mỹ và tìm cách tiêu diệt các lượng lượng đổ bộ đang tập trung để chiếm lại lãnh thổ từ tay người Nhật. Hancock đã không thể quay về Samar kịp lúc để hỗ trợ những tàu sân bay hộ tống và tàu khu trục anh dũng của "Taffy 3" trong các hoạt động chủ yếu của Trận chiến ngoài khơi Samar, nhưng máy bay của nó đã tìm cách tấn công Lực lượng Trung tâm của hạm đội Nhật Bản khi chúng rút lui qua eo biển San Bernardino. Sau đó Hancock gia nhập đội đặc nhiệm của Chuẩn Đô đốc Bogan để tấn công các sân bay và tàu bè đối phương trong khu vực ngoại vi Manila vào ngày 29 tháng 10 năm 1944. Trong các hoạt động cho đến ngày 19 tháng 11, máy bay của nó hỗ trợ trực tiếp cho cuộc tiến quân của lực lượng Lục quân và tấn công các tàu bè Nhật trong một phạm vi 560 km (350 dặm). Nó trở thành soái hạm của Lực lượng Đặc nhiệm Tàu sân bay nhanh (Lực lượng Đặc nhiệm 38) vào ngày 17 tháng 11 năm 1944 khi Đô đốc McCain đặt cờ hiệu của mình trên tàu.
Thời tiết không thuận lợi đã ngăn trở những hoạt động của nó cho đến ngày 25 tháng 11, khi một máy bay tấn công cảm tử kamikaze nhào đến Hancock từ hướng mặt trời. Hỏa lực phòng không đã bắn nổ chiếc máy bay cách khoảng 90 m (300 ft) bên trên con tàu, nhưng một phần thân máy bay vẫn trúng phía giữa tàu, và một mẩu cánh trúng phải sàn đáp gây ra các đám cháy. Các hoạt động cứu hộ tức thời và thuần thục đã nhanh chóng dập tắt đám cháy, ngăn ngừa được những hư hỏng nghiêm trọng.
Hancock quay về Ulithi vào ngày 27 tháng 11, rồi sau đó khởi hành từ đảo này cùng với đội đặc nhiệm của mình duy trì việc tuần tra chiến đấu bên trên các sân bay đối phương tại Luzon nhằm ngăn ngừa những chiếc kamikaze tấn công các tàu vận tải của lực lượng đổ bộ tại Mindoro. Đợt tấn công đầu tiên được tung ra vào ngày 14 tháng 12 nhắm vào các sân bay Clark và Angeles cũng như các căn cứ đối phương trên đảo Salvador. Ngày hôm sau máy bay của nó tấn công các cơ sở tại Masinloc, San Fernando thuộc Pampanga và Cabanatuan, trong khi máy bay tiêm kích tuần tra vô hiệu hóa không quân Nhật. Máy bay của nó còn tấn công các tàu bè trong vịnh Manila.

#### 1945
Hancock chịu đựng một cơn bão hung hãn vào ngày 17 tháng 12 khi những cơn sóng cao đến trên 17 m (55 ft) bên trên mực nước tràn qua sàn tàu. Nó quay về Ulithi vào ngày 24 tháng 12 rồi lại khởi hành sáu ngày sau đó để tấn công sân bay và tàu bè chung quanh biển Nam Trung Quốc. Máy bay của nó tấn công các sân bay tại Luzon trong các ngày 7 và 8 tháng 1 năm 1945 rồi tập trung sự chú ý đến Đài Loan trong ngày 9 tháng 1, không kích dữ dội các sân bay và Trạm thủy phi cơ Tokyo. Một đoàn tàu vận tải đối phương ở về phía Bắc vịnh Cam Ranh tại Đông Dương thuộc Pháp là nạn nhân tiếp theo, khi hai chiếc bị đánh chìm và 11 chiếc hư hại. Trưa hôm đó Hancock tung các cuộc không kích vào sân bay tại Sài Gòn và tàu bè tại khu vực Đông Bắc của Đông Dương. Các cuộc không kích của các tàu sân bay nhanh được tiếp nối cho đến ngày 16 tháng 1, nhắm vào đảo Hải Nam trong vịnh Bắc Bộ, quần đảo Bành Hồ cùng tàu bè trong cảng Hong Kong. Các cuộc không kích xuống Đài Loan được tiếp tục vào ngày 20 tháng 1. Trưa hôm sau, một trong những máy bay của nó quay về sau một phi vụ và thực hiện hạ cánh một cách bình thường; nhưng trong khi đang chạy đến điểm đỗ ngang với đảo cấu trúc thượng tầng, đã bị nổ tung làm thiệt mạng 50 người và bị thương 75 người khác. Một lần nữa đám cháy được dập tắt kịp lúc để các máy bay khác có thể tiếp nối việc hạ cánh. Chiếc tàu sân bay quay trở lại đội hình và tiếp tục tung ra các cuộc không kích xuống Okinawa sáng hôm sau.
Hancock đi đến Ulithi vào ngày 25 tháng 1 nơi Đô đốc McCain rời tàu để tiếp nhận quyền chỉ huy Đệ Ngũ hạm đội. Nó khởi hành cùng với các con tàu cùng đội đặc nhiệm vào ngày 10 tháng 2 và tung ra các cuộc không kích vào các sân bay ở ngoại vi Tokyo vào ngày 16 tháng 2. Ngày hôm đó, Liên đội Không lực 80 của nó đã bắn rơi 71 máy bay đối phương, và ghi thêm 12 chiến công nữa vào ngày hôm sau. Máy bay của nó đã tấn công các căn cứ hải quân đối phương tại Chichi Jima và Haha Jima trong ngày 19 tháng 2. Các cuộc không kích này được thực hiện nhằm cô lập Iwo Jima khỏi sự hỗ trợ bằng đường không lẫn đường biển trong khi Thủy quân Lục chiến đổ bộ lên các bãi biển trên đảo này, bắt đầu một trong những chiến dịch ác liệt và đẫm máu nhất trong cuộc chiến tranh. Hancock trực chiến ngoài khơi hòn đảo để hỗ trợ chiến thuật cho đến ngày 22 tháng 2, tấn công các sân bay đối phương và bắn phá các đơn vị Nhật Bản trên bờ.
Quay trở lại vùng biển ngoài khơi các đảo chính quốc đối phương, Hancock tung máy bay của nó ra nhắm vào các mục tiêu ở phía Bắc đảo Honshū, thực hiện một cuộc ném bom phân tán lên quần đảo Nansei-shoto vào ngày 1 tháng 3 trước khi quay trở về Ulithi vào ngày 4 tháng 3.
Quay trở lại vùng biển Nhật Bản, Hancock hợp cùng các tàu sân bay khác tấn công các sân bay tại Kyūshū và Tây Nam Honshū cùng tàu bè trong vùng biển nội địa Nhật Bản vào ngày 18 tháng 3. Hancock đang tiếp nhiên liệu cho chiếc tàu khu trục Halsey Powell (DD-686) vào ngày 20 tháng 3 khi những chiếc kamikaze tấn công lực lượng đặc nhiệm. Một máy bay tấn công cảm tử lượn bên trên hai con tàu nhưng bị hỏa lực pháo phòng không bắn nổ tung ở độ cao 210 m (690 ft) bên trên, mảnh vỡ của nó tung tóe bên trên sàn đáp của Hancock trong khi động cơ và quả bom trúng vào đuôi chiếc tàu khu trục. Xạ thủ trên Hancock còn bắn rơi một máy bay khác khi nó gần đến điểm cắt bom nhắm vào chiếc tàu sân bay.
Hancock được điều về Đội Đặc nhiệm 58.3 khi nó tấn công quần đảo Nansei-shoto từ ngày 23 đến ngày 27 tháng 3 và xuống các đảo Minami Daito và Kyūshū vào cuối tháng.
Khi Tập đoàn quân 10 Bộ binh Hoa Kỳ đổ bộ lên bờ biển phía Tây của Okinawa vào ngày 1 tháng 4, Hancock đã có mặt để hỗ trợ gần mặt đất. Tuy nhiên vào ngày 7 tháng 4 một chiếc kamikaze đã thành công trong việc đâm bổ vào sàn đáp, trúng vào một nhóm máy bay trong khi quả bom của nó đánh trúng máy phóng bên mạn trái gây một vụ nổ dữ dội. Cho dù có đến 62 người thiệt mạng và 71 người bị thương, những nỗ lực anh dũng trong việc kiểm soát hư hỏng đã dập tắt các đám cháy trong vòng nữa giờ, và con tàu quay trở lại hoạt động chỉ sau một giờ.
Hancock được cho tách khỏi đội đặc nhiệm của nó vào ngày 9 tháng 4 hướng về Trân Châu cảng để sửa chữa. Nó lại lên đường vào ngày 13 tháng 6 hướng đến khu vực chiến sự, ghé qua đảo Wake vào ngày 20 tháng 6 tung các cuộc không kích xuống lực lượng Nhật Bản còn đang kiên trì bám lại đây trên đường đi đến Philippines. Hancock khởi hành từ vịnh San Pedro với các tàu sân bay khác vào ngày 1 tháng 7 và tấn công các sân bay trong khu vực ngoại vi Tokyo vào ngày 10 tháng 7. Nó tiếp tục hoạt động tại vùng biển Nhật Bản cho đến khi nghe được tin tức xác nhận Nhật Bản đã chấp nhận đầu hàng vào ngày 15 tháng 8 năm 1945, khi nó gọi quay trở về những máy bay đang thi hành nhiệm vụ trước khi chúng bay đến mục tiêu. Tuy nhiên, những máy bay trong một nhiệm vụ trinh sát hình ảnh đã bị một tốp bảy máy bay đối phương tấn công bên trên Sagami Wan; ba chiếc bị bắn rơi và chiếc thứ tư chạy thoát với một vệt khói dài. Chiều hôm đó, máy bay tuần tra của Hancock còn bắn rơi một máy bay ném ngư lôi Nhật Bản khi nó bổ nhào vào một lực lượng đặc nhiệm Anh Quốc. Máy bay của nó tiếp tục thực hiện các phi vụ bên trên lãnh thổ Nhật Bản vào ngày 25 tháng 8 tìm kiếm các trại tập trung tù binh chiến tranh, thả hàng tiếp liệu và thuốc men. Thông tin thu thập được từ các phi vụ này đã giúp đỡ vào việc cho đổ bộ các toán dưới quyền chỉ huy của Chuẩn tướng R. W. Simpson đưa các đội y tế và tiếp liệu đến mọi trại tập trung tù binh Đồng Minh.

### Sau chiến tranh
Khi văn bản về việc Nhật Bản đầu hàng chính thức được ký bên trên thiết giáp hạm Missouri (BB-63), máy bay của Hancock đã bay diễu hành bên trên bầu trời. Chiếc tàu sân bay tiến vào vịnh Tokyo vào ngày 10 tháng 9 năm 1945, rồi lại lên đường vào ngày 30 tháng 9 khi đón nhận lên tàu 1.500 hành khách tại Okinawa để vận chuyển về San Pedro, California, nơi nó đến vào ngày 21 tháng 10. Hancock được tái trang bị tại San Pedro cho nhiệm vụ Magic Carpet (chiếc thảm thần), rồi lại lên đường vào ngày 2 tháng 11 hướng đến cảng Seeadler, Manus và quần đảo Admiralty. Trong chuyến quay trở về, nó chở theo 4.000 hành khách và đã tiễn họ rời tàu tại San Diego vào ngày 4 tháng 12. Một tuần sau đó, Hancock lại khởi hành cho chuyến đi Magic Carpet thứ hai, nhận lên tàu 3.773 hành khách tại Manila để đưa về Alameda, California vào ngày 20 tháng 1 năm 1946.
Hancock nhận lên tàu Liên đội Không lực 7 tại San Diego vào ngày 18 tháng 2 cho các hoạt động không quân ngoài khơi bờ biển California. Nó khởi hành từ San Diego vào ngày 11 tháng 3 để nhận lên tàu người và máy bay của hai liên đội không lực tại Trân Châu Cảng nhằm vận chuyển đến Saipan, đến nơi vào ngày 1 tháng 4. Sau khi nhận hai liên đội không lực khác tại Saipan lên tàu, nó chất lên tàu một lô hàng máy bay tại Guam và lên đường đi ngang qua Trân Châu Cảng để quay về Alameda, đến nơi vào ngày 23 tháng 4. Sau đó nó di chuyển đến Seattle, Washington vào ngày 29 tháng 4 và chờ đợi để được cho xuất biên chế. Chiếc tàu sân bay được đưa về Hạm đội Dự bị Thái Bình Dương tại Bremerton, Washington.
Hancock được cho cải biến và hiện đại hóa theo chương trình SCB-27 để trở thành một tàu sân bay tấn công tại Puget Sound vào ngày 15 tháng 12 năm 1951; và nó được xếp lại lớp với ký hiệu lườn CVA-19 vào ngày 1 tháng 10 năm 1952. Con tàu được cho tái biên chế vào ngày 15 tháng 2 năm 1954 dưới quyền chỉ huy của hạm trưởng, Đại tá Hải quân W. S. Butts. Nó là chiếc tàu sân bay đầu tiên của Hạm đội Hoa Kỳ được trang bị máy phóng hơi nước có khả năng phóng những máy bay phản lực tính năng cao.
Hancock rời San Diego vào ngày 7 tháng 5 năm 1954 để hoạt động ngoài khơi bờ biển California, và vào ngày 17 tháng 6 đã thực hiện cuộc phóng máy bay đầu tiên từ một tàu sân bay Hoa Kỳ bằng một máy phóng hơi nước. Sau một năm hoạt động dọc theo bờ biển Thái Bình Dương bao gồm việc thử nghiệm các kiểu tên lửa Sparrow I và SSM-N-8 Regulus cùng kiểu máy bay phản lực Cutlass, nó lên đường vào ngày 10 tháng 8 năm 1955 để hoạt động cùng Đệ thất Hạm đội trải dài từ bờ biển Nhật Bản đến Philippines và Okinawa. Nó quay trở về San Diego vào ngày 15 tháng 3 năm 1956, rồi được cho ngừng hoạt động vào ngày 13 tháng 4 để được nâng cấp theo chương trình SCB-125, bao gồm việc trang bị một sàn đáp chéo góc.
Hancock tái hoạt động vào ngày 15 tháng 11 năm 1956, tiến hành huấn luyện ngoài khơi San Diego cho đến ngày 6 tháng 4 năm 1957, khi nó lên đường hướng sang Hawaii và Viễn Đông. Nó quay trở về San Francisco vào ngày 18 tháng 9 năm 1957 và lại khởi hành hướng sang Nhật Bản vào ngày 15 tháng 2 năm 1958. Chiếc tàu sân bay nằm trong thành phần một lực lượng đặc nhiệm tàu sân bay mạnh mẽ được bố trí ngoài khơi Đài Loan khi các đảo Kim Môn và Mả Tổ của Trung Hoa dân quốc bị đe dọa xâm chiếm bởi lực lượng Cộng sản Trung Quốc vào tháng 8 năm 1959. Hancock quay trở về xưởng hải quân San Francisco vào ngày 2 tháng 10 để đại tu, rồi tiếp tục huấn luyện khẩn trương ngoài khơi San Diego. Ngày 1 tháng 8 năm 1959, nó lên đường để tăng cường cho Đệ thất Hạm đội khi những sự kiện tại Lào đòi hỏi sự hiện diện của một lực lượng Hoa Kỳ tại vùng biển Đông Nam Á. Nó quay trở về San Francisco vào ngày 18 tháng 1 năm 1960, và lại ra khơi vào đầu tháng 2 tham gia một cuộc phô diễn phương thức viễn thông mới bằng cách phản xạ sóng UHF (Ultra High Frequency: siêu tần số) từ mặt trăng. Nó lại lên đường vào tháng 8 gia nhập lực lượng Đệ thất Hạm đội tại vùng biển lân cận với Lào cho đến khi sự căng thẳng được lặng dịu, cho phép thực hiện các hoạt động thông thường trong khu vực từ Nhật Bản đến Philippines.
Hancock quay trở về San Francisco vào tháng 3 năm 1961, rồi đi vào xưởng hải quân Puget Sound để được đại tu và nâng cấp, được bổ sung các thiết bị điện tử mới cùng nhiều cải tiến khác. Nó lại lên đường hướng sang vùng biển Viễn Đông vào ngày 2 tháng 2 năm 1962, tuần tra tại vùng biển Nam Trung Quốc khi các cuộc khủng hoảng và xung đột diễn ra tại cả Lào và Nam Việt Nam. Một lần nữa nó lại xuất hiện tại vùng biển ngoài khơi Kim Môn và Mả Tổ vào tháng 6 ngăn chặn mối đe dọa xâm chiếm của Cộng sản tại đây, rồi sau đó di chuyển dọc theo bờ biển Nhật Bản và Okinawa. Nó quay trở về San Francisco vào ngày 7 tháng 10, thực hiện một chuyến đi ngắn đến vùng biển Hawaii khi tiến hành chuẩn nhận tàu sân bay cho phi công mới, rồi lại lên đường vào ngày 7 tháng 6 năm 1963 đi sang Viễn Đông.
Hancock tham gia cuộc tập trận phòng thủ phối hợp dọc theo bờ biển Nam Triều Tiên, rồi được bố trí ngoài khơi Nam Việt Nam sau khi xảy ra vụ Đảo chính 1 tháng 11 đưa đến cái chết của Tổng thống Ngô Đình Diệm. Nó đi vào Xưởng hải quân Hunter's Point vào ngày 16 tháng 1 năm 1964 để được hiện đại hóa, bao gồm việc trang bị các hệ thống vũ khí hiện đại, sửa chữa lườn tàu và lót nhôm cho toàn bộ sàn đáp. Nó kỷ niệm sinh nhật thứ 20 của mình vào ngày 2 tháng 6 đang khi viếng thăm San Diego. Chiếc tàu sân bay thực hiện chuyến đi huấn luyện đến Hawaii, rồi sau đó rời Alameda vào ngày 21 tháng 10 cho một lượt phục vụ khác cùng Đệ Thất hạm đội tại Viễn Đông.

### Chiến tranh Việt Nam
Hancock đến Nhật Bản vào ngày 19 tháng 11 rồi nhanh chóng thực hiện tuần tra tại Trạm Yankee trong Vịnh Bắc bộ. Nó tiếp tục ở lại vùng biển Việt Nam cho đến khi quay trở về nhà vào mùa Xuân năm 1965. Đến tháng 11 năm 1965, chiếc tàu sân bay quay trở lại khu vực chiến sự. Nó tuần tra ngoài khơi Việt Nam từ ngày 16 tháng 12; và ngoại trừ những dịp nghỉ ngơi ngắn tại Hong Kong, Philippine hay Nhật Bản, Hancock tiếp tục trực chiến, tung máy bay của nó ra tấn công các vị trí trên bờ của đối phương cho đến khi quay về Alameda vào ngày 1 tháng 8 năm 1966. Thành tích hoạt động của nó trong đợt này được ghi nhận bằng phần thưởng Đơn vị Tuyên dương Hải quân.
Sau các hoạt động ngoài khi vùng Bờ Tây Hoa Kỳ, Hancock quay trở lại Việt Nam vào đầu năm 1967, tiếp tục các cuộc không kích xuống các vị trí đối phương. Sau khi tham chiến hầu hết nữa đầu năm 1967, nó quay về Alameda vào ngày 22 tháng 7, rồi lại lập tức được chuẩn bị để quay lại khu vực chiến sự.
Máy bay của Hancock, cùng với không quân của các tàu sân bay Ranger (CV-61) và Oriskany (CV-34), đã phối hợp tấn công các vị trí tên lửa và phòng không tại Bắc Việt Nam ở khu vực về phía Nam vĩ tuyến 19° nhằm trả đũa những cuộc tấn công vào các máy bay trinh sát không vũ trang vào ngày 21–22 tháng 11 năm 1970 (Chiến dịch Freedom Bait). Hancock luân phiên cùng với các t5au sân bay Ranger và Kitty Hawk (CV-63) trực chiến tại Trạm Yankee cho đến ngày 10 tháng 5 năm 1971, khi nó được tàu sân bay Midway (CV-41) thay phiên.
Cùng với tàu sân bay Coral Sea (CV-43), Hancock quay trở lại Trạm Yankee vào ngày 30 tháng 3 năm 1972 khi lực lượng đối phương lại tấn công tại miền Nam Việt Nam với quy mô lớn. Để đáp trả, máy bay từ Hancock và các tàu sân bay khác đã thực hiện các phi vụ chiến thuật trong Chiến dịch Freedom Train xuống các mục tiêu quân sự và tiếp vận ở khu vực phía Nam của miền Bắc Việt Nam. Vào cuối tháng 4, các cuộc tấn công mở rộng ra nhiều khu vực tại miền Bắc Việt Nam bên dưới vĩ tuyến 20° 25' Bắc. Từ ngày 25-30 tháng 4, máy bay của Hancock thuộc các phi đội VA-55, VA-164 và VA-212 đã tấn công các lãnh thổ do đối phương chiếm giữ chung quanh Kontum và Pleiku.
Hancock một lần nữa được bố trí tại vùng biển ngoài khơi Nam Việt Nam vào năm 1975. Rời vịnh Subic thuộc Philippine vào ngày 23 tháng 3 cùng với các tàu sân bay Coral Sea, Midway và Enterprise (CVN-65) cùng tàu tấn công đổ bộ Okinawa (LPH-3), nó sẵn sàng cho nhiệm vụ di tản công dân Hoa Kỳ và quan chức Nam Việt Nam sau khi lực lượng Bắc Việt Nam đã tràn ngập hai phần ba lãnh thổ phía Nam. Gần 9.000 người đã được di tản, bao gồm 1.373 người Mỹ và 6.422 người mang quốc tịch khác trong khuôn khổ Chiến dịch Frequent Wind. Từ ngày 12 đến ngày 14 tháng 5, nó lại đặt trong tình trạng báo động, tuy rằng không được huy động, cho chiến dịch giải cứu tàu SS Mayagüez, một tàu buôn mang cờ Mỹ với thủy thủ đoàn 39 người, bị lực lượng Khmer Đỏ tại Campuchia bắt giữ trong hải phận quốc tế trong vịnh Thái Lan vào ngày 12 tháng 5.

### Số phận
Hancock được cho ngừng hoạt động vào ngày 30 tháng 1 năm 1976. Nó được rút khỏi danh sách Đăng bạ Hải quân vào ngày hôm sau, và được bán để tháo dỡ vào ngày 1 tháng 9 năm 1976.

## Phần thưởng
Hancock được tặng thưởng danh hiệu Đơn vị Tuyên dương Hải quân cùng bốn Ngôi sao Chiến trận do thành tích phục vụ trong Chiến tranh Thế giới thứ hai. Trong giai đoạn Chiến tranh Việt Nam, con tàu nhận thêm ba danh hiệu Đơn vị Tuyên dương Hải quân cùng chín Ngôi sao Chiến trận khác.
| Bronze star · Bronze star · Bronze star · Bronze star | Bronze star · Bronze star · Bronze star               |                                         |
|                                                       | Bronze star · Bronze star · Bronze star · Bronze star |                                         |
|                                                       | Bronze star                                           | Silver star · Silver star · Bronze star |
| Bronze star                                           | Silver star                                           |                                         |
|                                                       | Bronze star · Bronze star                             |                                         |

| Đơn vị Tuyên dương Hải quân với 4 Ngôi sao Chiến trận  | Đơn vị Tuyên dương Anh dũng Hải quân với 3 Ngôi sao Chiến trận          | Huân chương Phục vụ Trung Hoa (giai đoạn mở rộng)       |
| Huân chương Chiến dịch Hoa Kỳ                          | Huân chương Chiến dịch Châu Á-Thái Bình Dương với 4 Ngôi sao Chiến trận | Huân chương Chiến thắng Thế Chiến II                    |
| Huân chương Phục vụ Chiếm đóng Hải quân                | Huân chương Phục vụ Phòng vệ Quốc gia với 1 Ngôi sao Chiến trận         | Huân chương Phục vụ Việt Nam với 11 Ngôi sao Chiến trận |
| Huân chương Phục vụ Nhân đạo với 1 Ngôi sao Chiến trận | Huân chương Viễn chinh Lực lượng Vũ trang với 5 Ngôi sao Chiến trận     | Đơn vị Tuyên dương Tổng thống Philippine                |
| Huân chương Anh Dũng Bội Tinh (Việt Nam Cộng Hòa)      | Huân chương Giải phóng Philippine với 2 Ngôi sao Chiến trận             | Huân chương Chiến dịch Bội Tinh (Việt Nam Cộng Hòa)     |

## Văn hóa đại chúng
Ngày 3 tháng 4 năm 1956, Elvis Presley xuất hiện trong The Milton Berle Show, được quay bên trên Hancock tại San Diego, California.